# Mariana Torres
Mariana Torres (née Mariana Paulina Torres González le 5 décembre 1985 à León, Guanajuato, Mexique), est une actrice et présentatrice mexicaine.

## Biographie
Elle est la fille de José Torres. Elle est originaire de la ville de León et est connue pour ses nombreuses participations à des évènements équestres. Mariana a deux frères et deux sœurs : hermanos Karina, Alejandro, Mónica et Mauricio Torres.

## Carrière
Mariana débute comme actrice pour la chaîne TV Azteca dans des petits rôles dans les telenovelas Como en el cine, Por ti et Dos chicos de cuidado en la ciudad. En 2004, elle obtient son premier rôle dans la telenovela Belinda aux côtés de Leonardo García.
Mariana vit un certain temps à Miami en Floride où elle participe à de nombreuses telenovelas de Telemundo et de Venevisión produites là-bas. En 2006, pour Venevisión elle est dans la telenovela Olvidarte jamás aux côtés de Daniel Elbittar. En 2007, elle participe à Pecados ajenos pour Telemundo avec Lorena Rojas et Mauricio Islas, et à Acorralada de Venevisión, en compagnie de Alejandra Lazcano et de David Zepeda.
En 2009, elle recommence à travailler pour TV Azteca dans la telenovela Vuélveme a querer dans le personnage de Mariana Montesinos, aux côtés de l'acteur Jorge Alberi.
En 2011, on la retrouve dans la telenovela Huérfanas, également pour TV Azteca.
En 2012, elle intègre l'émission de téléréalité La Isla, el reality, dans la 5e saison.
En 2013, elle co-anime l'émission La Academia Kids, responsable du "backstage" pour maîtriser les émotions des participants enfants.
En 2014, elle commence une nouvelle émission La Hora de los Kids, en tant qu'animatrice principale, avec les enfants de La Academia Kids, avec Sergio Sepúlveda et Fernando del Solar.

## Filmographie

### Telenovelas
- 2001-2002 : Como en el cine : Gloria
- 2002 : Por ti : Marisol
- 2003-2004 : Dos chicos de cuidado en la ciudad : Paty Rodríguez
- 2004 : Belinda : Belinda Arismendi
- 2006 : Olvidarte jamás : Carolina Salinas / Carolina Montero
- 2007 : Acorralada : Gabriela "Gaby" Soriano/ Gabriela "Gaby" Garcés Ledesma
- 2007-2008 : Pecados ajenos : Denisse Torres
- 2008 : Decisiones extremas : Valentina, Elena (3 épisodes)
- 2009 : Vuélveme a querer : Mariana Montesinos
- 2011 : Sacrificio de mujer : Milagros Expósito / Dolores Vilarte
- 2011-2012 : Huérfanas : María del Pilar "Maripili" Sáenz
- 2015 : Así en el barrio como en el cielo : Jacinta Beatriz Estrella de la Mañana "Jackie" López López de Ferrara[1]

### Émissions de télévision
- 2000 : Disney Club : animatrice
- 2012 : La Isla, el reality : 14e éliminée
- 2013-2014 : La Academia Kids  : animatrice
- 2014 : La Hora de los Kids : animatrice
- 2014 : El Recreo : animatrice
- 2016 : La isla el reality: la revancha : Concurrente

### Films
- 2015 : Las Vecinas

## Théâtre
- La Sirenita